# Lista skrótów i skrótowców używanych w informatyce
Lista skrótów używanych w informatyce podzielona na sekcje według liter alfabetu.

## Lista skrótów

### 1
- 10B-FP – 10BASE-FP

### 2
- 2FA – Two-Factor Authentication

### A
- AAA – Authentication, Authorization, Accounting
- AC’97 – Audio Codec ’97
- ACID – Atomicity, Consistency, Isolation, Durability
- ACK – ACKnowledge
- ACL – Access-control list
- ACPI – Advanced Configuration and Power Interface
- AD – Active Directory
- ADF – Automatic Document Feeder
- ADO – Active Data Object
- ADOdb – Active Data Object data base (Obiektowa Baza Danych)
- ADSL – Asymmetric Digital Subscriber Line
- ADT – Abstract Data Type
- AERO – Authentic, Energetic, Reflective and Open
- AES – Advanced Encryption Standard
- AFH – Adaptive Frequency-Hopping Spread Spectrum
- AGP – Accelerated Graphics Port
- AHCI – Advanced Host Controller Interface
- AI – Artificial Intelligence
- AIX – Advanced Interactive Executive
- ALB – Application Load Balancer[1]
- ALSA – Advanced Linux Sound Architecture
- ALU – Arithmetic Logic Unit
- AMD – Advanced Micro Devices
- AMP – Asynchronous MultiProcessing
- ANSI – American National Standards Institute
- AOSP – Android Open Source Project
- AP – Access Point
- APFS – Apple File System
- API – Application Programming Interface
- APIC – Advanced Programmable Interrupt Controller
- APIPA – Automatic Private IP Addressing
- APM – Advanced Power Management
- APT – Advanced Packaging Tool
- AR – Augmented Reality
- ARM – Advanced RISC Machine (pierwotnie Acorn RISC Machine)
- ARP – Address Resolution Protocol
- ASCII – American Standard Code for Information Interchange
- ASIC – Application Specific Integrated Cicruit
- ASIO – Audio Stream Input/Output
- AS – Application Server
- ASMP – ASymmetric Multi Processing
- ASP – Active Server Pages
- AT – Advanced Technology
- ATA – Advanced Technology Attachment lub Analogue Telephone Adapter
- ATAPI – Advanced Technology Attachment Packet Interface
- ATM – Asynchronous Transfer Mode
- ATX – Advanced Technology Extended
- AT&T – American Telephone and Telegraph
- AVI – Audio Video Interleave
- AWS – Amazon Web Services[2]

### B
- BASIC – Beginner’s All-purpose Symbolic Instruction Code
- BFS – Breadth First Search
- BGI – Borland Graphic Interface
- BGP – Border Gateway Protocol
- BI – Business Intelligence
- BIND – Berkeley Internet Name Domain
- BIOS – Basic Input/Output System
- BITS – Background Intelligent Transfer Service
- BIU – Bus Interface Unit
- BLOB – Binary Large OBject
- BNC – Bayonet Neill-Concelman
- BOOTP – BOOTstrap Protocol
- BPSK – Binary Phase Shift Keying
- BPU – Branch Prediction Unit
- BRI – Basic Rate Interface for ISDN line
- BSD – Berkeley Software Distribution
- BSoD – Blue Screen of Death
- BSS – Basic Service Set
- BSSID – Basic Service Set Identifier
- BT – Bluetooth
- BTX – Balanced Technology Extended
- BYOD – Bring Your Own Device

### C
- CAD – Computer Aided Design
- CAML – Categorically Abstract Machine Language
- CAPI – Common ISDN Application Programing Interface
- CAx – Computer-Aided technologies
- CBQ – Class Based Queueing
- CBR – Constant Bit Rate
- CD – Compact Disc
- CDFS – Compact Disc File System
- CDMA – Code-Division Multiple Access
- CDN – Content Delivery Network
- CDV – Cell Delay Variation
- CE – Conformité Européenne
- CERN – Conseil Européen pour la Recherche Nucléaire
- CFD – Computational Fluid Dynamics
- CGA – Color Graphics Adapter
- CGI – Common Gateway Interface
- CGM – Computer Graphics Metafile
- CHAP – Challenge Handshake Authentication Protocol
- CHS – Cylinder / Head / Sector
- CI/CD – Continuous integration / Continuous delivery
- CIDR – Classless Inter-Domain Routing
- CIL – Common Intermediate Language
- CIM – Common Information Model – w energetyce
- CIM – Common Information Model – w informatyce technicznej
- CIM – Computer-Integrated Manufacturing
- CIO – Chief Information Officer
- CIR – Committed Information Rate
- CISC – Complex Instruction Set Computer
- CLI – Command-Line Interface
- CLR – Common Language Runtime
- CLR – Cell Loss Ratio
- CLS – Common Language Specification
- CMIP – Common Management Information Protocol
- CMIS – Common Management Information Services
- CMOS – Complementary Metal-Oxide Semiconductor
- CMOT – CMIP over TCP
- CMS – Content Management System
- CMYK – Cyan Magenta Yellow BlacK
- COBOL – COmmon Business Oriented Language
- CODB – Column Oriented DataBase
- COFF – Common Object File Format
- COM – Communication Port
- COM – Component Object Model
- CORBA – Common Object Request Broker Architecture
- CPAN – Comprehensive Perl Archive Network
- CPD – Centralny Punkt Dystrybucyjny
- CPU – Central Processing Unit
- CQS – Command Query Separation
- CQRS – Command Query Responsibility Segregation
- CRC – Cyclic Redundancy Check
- CRLF – Carriage Return + Line Feed
- CRM – Customer Relationship Management
- CRT – Cathode-Ray Tube
- CRU – Customer Replaceable Units
- CRUD – Create, Read, Update, Delete
- CSD – Circuit Switched Data
- CSMA/CA – Carrier Sense Multiple Access with Collision Avoidance
- CSMA/CD – Carrier Sense with Multiple Access/Collision Detection
- CSS – Cascading Style Sheets
- CSU – Channel Service Unit
- CSV – Comma-Separated Values
- CTD – Cell Transfer Delay
- CTF – Capture The Flag
- CTS – Clear To Send
- CUDA – Compute Unified Device Architecture
- CUPS – Common UNIX Printing System
- CVS – Concurrent Versions System

### D
- DAC – Digital to Analog Converter
- DB – DataBase
- DBaaS – Database-as-a-service
- DBMS – Database Management System
- DBPSK – Differential Binary Phase Shift Keying
- DCE – Distributed Computing Environment
- DCE – Data Circuit-Termination Equipment
- DCL – Data Control Language
- DCO – Device Configuration Overlay
- DCOM – Distributed COM
- DDE – Dynamic Data Exchange
- DDL – Data Definition Language
- DDoS – Distributed Denial of Service
- DDR – Double Data Rate
- DEC – Digital Equipment Corporation
- DES – Data Encryption Standard
- DFS – Distributed File System
- DFS – Depth First Search
- DHCP – Dynamic Host Configuration Protocol
- DIF – Data Interchange Format
- DIMM – Dual Inline Memory Module
- DIP – Dual In-line Package
- DLCI – Data Link Control Identifier
- DLL – Dynamically Linked Library
- DLP – Data Loss Prevention
- DMA – Direct Memory Access
- DMF – Distribution Media Format
- DMI – Direct Media Interface
- DML – Data Manipulation Language
- DMZ – Demilitarized Zone
- DNS – Domain Name System
- DOCSIS – Data Over Cable Service Interface Specification
- DOM – Document Object Model
- DoS – Denial of Service
- DOS – Disk Operating System
- DPI – Dots Per Inch
- DPMS – Display Power Management System
- DQPSK – Differential Quadrature Phase Shift Keying
- DR – Disaster Recovery
- DRAM – Dynamic RAM
- DRI – Direct Rendering Infrastructure
- DRM – Digital Rights Management
- DSL – Digital Subscriber Line
- DSL – Domain-Specific Language
- DSP – Digital Signal Processing
- DSSS – Direct Sequence Spread Spectrum
- DSU – Data Service Unit
- DTE – Data Terminal Equipment
- DVD – Digital Versatile Disc (również określany jako Digital Video Disc)
- DVI – Digital Video Interactive
- DVI – DeVice Independent
- DVB – Digital Video Broadcasting
- DVMRP – Distance Vector Multicast Routin Protocol
- DVR – Digital Video Recorder

### E
- EAI – Enterprise Application Integration
- EBCDIC – Extended Binary Coded Decimal Interchange Code
- EC2 – Amazon Elastic Compute Cloud[3]
- ECC – Error Correction Code
- ECDL – European Computer Driving License
- ECN – Explicit Congestion Notification
- EDI – Electronic Data Interchange
- EDM – Elektroniczna Dokumentacja Medyczna
- EEPROM – Electrically Erasable Programmable Read Only Memory
- EFS – Encrypting File System
- EGA – Enhanced Graphics Adapter
- EGP – Exterior Gateway Protocol
- EHCI – Enhanced Host Controller Interface
- EHR – Electronic Health Record
- EIDE – Enhanced IDE
- EIGRP – Enhanced IGRP
- EIR – Excess Information Rate
- EISA – Enhanced Industry Standard Architecture
- EJB – Enterprise Java Beans
- ELF – Executable and Linkable Format
- EMI – Electromagnetic Interference
- EMM – Enterprise Mobility Management
- EMR – Electronic Medical Record
- EMS – Expanded Memory Specification
- ENIAC – Electronic Numerical Integrator And Calculator
- EOL – End Of Line
- EPIC – Explicit Parallelism Instruction Computing
- EPP – Extensible Provisioning Protocol
- EPROM – Erasable Programmable Read Only Memory
- ERP – Enterprise Resource Planning
- eSATA – External SATA
- ESD – Electrostatic Discharge
- ESS – Extended Service Set
- ETL – Extract, Transform and Load
- ETSI – European Telecommunications Standards Institute
- EULA – End User License Agreement

### F
- FAQ – Frequently Asked Questions
- FAT – File Allocation Table
- FCC – Federal Communications Commission
- FCS – Frame Check Sequence
- FDB – Fluid Dynamic Bearing
- FDD – Floppy Disc Drive
- FDDI – Fiber Distributed Data Interface
- FEXT – Far End Crosstalk
- FFT – Fast Fourier Transformation
- FIFO – First In First Out
- FLAC – Free Lossless Audio Codec
- FLOPS – FLoating-Point Operation Per Second
- FPS – Frames Per Second
- FPU – Floating Point Unit
- FQDN – Fully Qualified Domain Name
- FR – Frame Relay
- FRU – Field Replaceable Units
- FS – File system (Filesystem)
- FSB – Front Side Bus
- FSF – Free Software Foundation
- FHS – Filesystem Hierarchy Standard
- FTP – File Transfer Protocol
- FTP – Foil Twisted Pair

### G
- GCC – GNU Compiler Collection
- GDDR – Graphics DDR
- GDI – Graphics Device Interface
- GDM – GNOME Display Manager
- GGP – Gateway to Gateway Protocol
- GIF – Graphics Interchange Format
- GIMP – GNU Image Manipulation Program
- GG – Gadu-Gadu
- GNOME – GNU Network Object Model Environment
- GNU – GNU’s Not UNIX
- GPG – GNU Privacy Guard
- GPL – General Public License
- GPS – Global Positioning System
- GPT – GUID Partition Table
- GPU – Graphics Processing Unit
- GRUB – GRand Unified Bootloader
- GSM – Global System for Mobile Communications oraz Groupe Spécial Mobile
- GTK – The GIMP Toolkit
- GTP – GPRS Tunnelling Protocol
- GUI – Graphical User Interface
- GUID – Globally Unique Identifier
- Gzip – GNU ZIP

### H
- HDD – Hard Disk Drive
- HDL – Hardware Description Language
- HDLC – High Level Data Link Control
- HMA – High Memory Area
- HP – Hewlett-Packard
- HPA – Host Protected Area
- HPFS – High Perfomance File System
- HPGL (też HP-GL) – Hewlett-Packard Graphics Language
- HPKP – HTTP Public Key Pinning
- HSL – Hue, Saturation, Lightness
- HSSI – High-Speed Serial Interface
- HSTS – HTTP Strict Transport Security
- HT – Hyper-Threading
- HTB – Hierarchical Token Bucket
- HTML – HyperText Markup Language
- HTTP – HyperText Transfer Protocol
- HTTPS – HyperText Transfer Protocol Secure

### I
- I18N – Internationalization
- I2O – Intelligent Input/Output
- IaaS – Infrastructure as a Service
- IAB – Internet Architecture Board
- IANA – Internet Assigned Numbers Authority
- IBM – International Business Machines
- IC – Integrated Circuit
- ICANN – Internet Corporation for Assigned Names and Numbers
- ICCB – Internet Control and Configuration Board
- ICMP – Internet Control Message Protocol
- ICT – Information and Communication Technologies
- ID – User Identifier
- IDE – Integrated Development Environment
- IDE – Integrated Drive Electronics
- IDEA – International Data Encryption Algorithm
- IDL – Interface Description Language
- IDS – Intrusion Detection System
- IE – Internet Explorer
- IEEE – Institute of Electrical and Electronics Engineers
- IESG – Internet Engineering Steering Group
- IETF – Internet Engineering Task Force
- IGMP – Internet Group Management Protocol
- IGP – Interior Gateway Protocol
- IGRP – Interior Gateway Routing Protocol
- IIS – Internet Information Services
- IKE – Internet Key Exchange
- ILP – Instructions Level Parallelism
- IMAP – Internet Message Access Protocol
- IME – Input Method Editor
- IMHO – In My Humble Opinion
- IMQ – InterMediate Queueing
- Intel – INTegrated ELectronics
- I/O – Input/Output
- IoT – Internet of Things
- IP – Internet Protocol
- IPC – Instructions Per Cycle
- IPC – Inter Process Communication
- IPCP – IP Control Protocol
- IPP – Internet Printing Protocol
- IPS – In-Plane Switching
- IPS – Indoor Positioning System
- IPS – Intrusion Prevention System
- IPsec – Internet Protocol Security
- IPv4 – Internet Protocol (ver. 4)
- IPv6 – Internet Protocol ver. 6
- IPX – Internetwork Packet Exchange
- IPXCP – IPX Control Protocol
- IR – Infrared
- IRC – Internet Relay Chat
- IrDA – Infrared Data Association
- IRI – Internationalized Resource Identifier
- IRQ – Interrupt Request
- ISA – Industry Standard Architecture
- ISA – Instruction Set Architecture
- ISL – Inter-Switch Link
- ISDN – Integrated Services Digital Network
- ISO – International Organization for Standardization
- IS-IS – Intermediate System to Intermediate System
- IOS – Internetwork Operating System
- ISP – Internet Service Provider
- IT – Information Technology
- ITaaS – IT as a Service
- ITU – International Telecommunications Union
- ITX – Information Technology eXtended

### J
- JDK – Java Development Kit
- JDO – Java Data Object
- JDOQL – Java Data Object Query Language
- JFS – Journaling File System
- JIT – Just In Time
- JPEG – Joint Photographic Experts Group
- JRE – Java Runtime Environment
- JSP – JavaServer Pages
- JVM – Java Virtual Machine

### K
- KDE – K Desktop Environment
- KDM – KDE Display Manager
- KISS – Keep It Simple, Stupid
- KNR – Katalog Nakładów Rzeczowych
- KVM – Kernel-based Virtual Machine
- KVM switch – Przełącznik KVM (od słów Keyboard, Video, Mouse)

### L
- LAMP – Linux, Apache, MySQL, PHP
- LAPP – Linux, Apache, PostgreSQL, PHP
- LAN – Local Area Network
- L2TP – Layer 2 Tunneling Protocol
- LBA – Large Block Addressing
- LCD – Liquid-Crystal Display
- LCP – Link Control Protocol
- LDAP – Lightweight Directory Access Protocol
- LED – Light-Emitting Diode
- LGA – Land Grid Array
- LGPL – Lesser General Public License
- LIFO – Last In First Out
- LILO – Linux LOader
- LINQ – Language INtegrated Query
- LLC – Logical Link Control
- LLQ – Low Latency Queueing
- LMI – Local Management Interface
- LMS – Learning Management System
- LOL – Laugh Out Loud
- LPD – Lokalny Punkt Dystrybucyjny
- LPDU – Link Protocol Data Unit
- LPM – Lewy Przycisk Myszy
- LPT – Line Printing Terminal
- LSB – Linux Standard Base
- LTS – Long-Term Support
- LTSC – Long-Term Servicing Channel
- LVM – Logical Volume Manager
- LZ77 – Lempel-Ziv 77
- LZ78 – Lempel-Ziv 78
- LZW – Lempel-Ziv-Welch

### M
- MAA – Mail Access Agent
- MAC – Macintosh
- MAC – Mandatory Access Control
- MAC – Media Access Control
- MAC – Message Authentication Code
- MAC – Multiplexed Analogue Components
- MACE – Macintosh Audio Compression and Expansion
- MAN – Metropolitan Area Network
- MB – Megabyte (Megabajt)
- MBR – Master Boot Record
- MCGA – MultiColor Graphics Adapter
- MDA – Mail Delivery Agent
- MDI – Medium-Dependent Interface
- MDM – Mobile Device Management
- MDMA – Multi-word Direct Memory Access
- MES – Manufacturing Execution System
- MFA – Multi-Factor Authentication
- MFP – Multi Function Product
- MIB – Management Information Base
- MIDI – Musical Instrument Digital Interface
- MIMD – Multiple Instruction Multiple Data
- MIME – Multipurpose Internet Mail Extensions
- MIPS – Microprocessor without Interlocked Pipeline Stages
- MIR – Maximal Information Rate
- MISD – Multiple Instruction Single Data
- MIT – Massachusetts Institute of Technology
- MITM – Man In The Middle
- MMC – Microsoft Management Console
- MMC – MultiMedia Card
- MMF – Multi Mode Fiber
- MMORPG – Massive Multiplayer Online Role Playing Game
- MMU – Memory Management Unit
- MMX – MultiMedia Extension
- MNG – Multiple-image Network Graphics
- MPP – Massively Parallel Processors
- MPEG – Motion Pictures Experts Group
- MPLS – Multiprotocol Label Switching
- MRAM – Magnetoresistive RAM
- MSA – Mail Submission Agent
- MSC – Mobile Switching Centre
- MS-CHAP – Microsoft CHAP
- MSDU – MAC Service Data Unit
- MRA – Mail Retrival Agent
- MTA – Mail Transfer Agent
- MTBF – Mean Time Between Failures
- MT-RJ – Mechanical Transfer Registered Jack
- MTTF – Mean Time To Failure
- MTTR – Mean Time To Repair
- MTU – Maximum Transmission Unit
- MUA – Mail User Agent
- MUD – Multi User Dungeon

### N
- NAK lub NACK – Negative-Acknowledge Character
- NAS – Network Access Server
- NAS – Network Attached Storage
- NASK – Naukowa i Akademicka Sieć Komputerowa
- NAT – Network Address Translation
- NCP – Network Control Protocol
- NDIS – Network Driver Interface Specification
- NetBIOS – Network Basic Input / Output System
- NEXT – Near End Crosstalk
- NIC – Network Interface Card
- NIST – National Institute of Standards and Technology
- NFC – Near-Field Communication
- NFS – Network File System
- NLQ – Near Letter Quality
- NNTP – Network News Transport Protocol
- NPTL – Native POSIX Thread Library
- NT – New Technology
- NTFS – New Technology File System
- NTP – Network Time Protocol
- NUMA – Non-Uniform Memory Access
- NVM – Non-Volatile Memory

### O
- OASIS – Organization for Advancement of Structured Information Standards
- OCaml – Objective CAML
- OCR – Optical Character Recognition
- ODB – Object Database
- ODBC – Open DataBase Connectivity
- ODI – Open Datalink Interface
- ODF – OpenDocument Format
- ODL – Object Definition Language
- ODMG – Object Data Management Group
- ODQL – Object Database Query Language
- OE – Outlook Express
- OEM – Original Equipment Manufacture
- OHCI – Open Host Controller Interface
- OID – Object Identifier
- OLAP – On-Line Analytical Processing
- OLE – Object Linking and Embedding
- OLED – Organic Light-Emitting Diode
- OLTP – OnLine Transaction Processing
- OMA – Object Management Architecture
- OMG – Object Management Group
- OML – Object Manipulation Language
- ONVIF – Open Network Video Interface Forum
- on-prem – oprogramowanie on-premises
- OOBE – Out of Box Experience
- OOP – Object Oriented Programming
- OQL – Object Query Language
- ORB – Object Request Broker
- OS – Open Source
- OS – Operating System
- OSDL – Open Source Development Labs
- OSE – Ogólnopolska Sieć Edukacyjna
- OSF – Open Software Foundation
- OSI – Open System Interconnection
- OSI – Open Source Initiative
- OSPF – Open Shortest Path First
- OSS – Open Sound System
- OTA – Over-the-Air
- OTDR – Optical Time-Domain Reflectometer
- OU – Organizational Unit
- OUI – Organic User Interface
- OUI – Organizationally unique identifier

### P
- P2P – Peer to Peer
- P2M – Peer to Mail
- P3P – Platform for Privacy Preferences Project
- PaaS – Platform as a Service
- PAO – PAmięć Operacyjna (hist.)
- PAP – Password Authentication Protocol
- PC – Personal Computer
- PCI – Peripheral Component Interconnect
- PCI DSS – Payment Card Industry Data Security Standard
- PCL – Printer Command Language
- PCMCIA – Personal Computer Memory Card International Association
- PDA – Personal Digital Assistant
- PDF – Portable Document Format
- PDH – Plesiochronous Digital Hierarchy
- PDT – Printer Definition Table
- PDP – Programmable Data Processor
- PE – Portable Executable
- Perl – Practical Extraction and Report Language
- PF – Packet Filter
- PFD – Probability of Failure on Demand
- PGA – Pin Grid Array
- PGP – Pretty Good Privacy
- PHP – PHP Hypertext Preprocessor
- PIC – Position Independent Code
- PIC – Programmable Interrupt Controller
- PID – Process IDentifier
- PII – Personally Indentifable Information
- PIM – Personal Information Manager
- PIN – Personal Identification Number
- PIO – Programmed Input/Output
- PNG – Portable Network Graphics
- PnP – Plug and Play
- PoE – Power over Ethernet
- POP – Post Office Protocol
- POP3 – Post Office Protocol ver. 3
- POSIX – Portable Operating System Interface for UNIX
- POST – Power-On Self Test
- POTS – Plain Old Telephone Services
- PPC – PowerPC
- PPI – Pixels Per Inch
- PPM – Pages Per Minute
- PPM – Prawy Przycisk Myszy
- PPP – Point to Point Protocol
- PPPoA – PPP over ATM
- PPPoE – PPP over Ethernet
- PPTP – Point to Point Tunneling Protocol
- PRI – Primary Rate Interface
- PRL – Preferred Roaming List
- PS – PostScript
- PSK – Phase Shift Keying
- PSK – Pre-Shared Key
- PVC – Permanent Virtual Circuit
- PVM – Parallel Virtual Machine
- PXE – Preboot Execution Environment

### Q
- QA – Quality Assurance
- QLED – Quantum Dot Light-Emitting Diode
- QoS – Quality of Service
- QPL – Q Public License
- Qt – Qt toolkit

### R
- RADIUS – Remote Authentication Dial In User Service
- RAID – Redundant Array of Independent Disks
- RAM – Random Access Memory
- RAMDAC – Random Access Memory Digital to Analog Converter
- RARP – Reverse Address Resolution Protocol
- RDF – Resource Description Framework
- RDP – Remote Desktop Protocol
- RDRAM – Rambus DRAM
- RDS – Amazon Relational Database Service[4]
- RED – Random Early Detect
- REST – Representational State Transfer
- RFC – Request For Comments
- RFE – Request For Enhancement
- RFI – Radio Frequency Interference
- RFID – Radio-Frequency IDentification
- RGB – Red Green Blue
- RIFF – Resource Interchange File Format
- RIMM – Rambus In-Line Memory Module
- RIP – Routing Information Protocol
- RISC – Reduced Instruction Set Computer
- RJ-45 – Registered Jack – type 45
- RLE – Run Length Encoding
- RMI – Remote Method Invocation
- RMON – Remote Network Monitoring
- ROM – Read Only Memory
- RPC – Remote Procedure Call
- RSA – Rivest Shamir Adleman
- RSS – Really Simple Syndication, Rich Site Summary, RDF Site Summary
- RSTP – Rapid Spanning Tree Protocol
- RSync – Remote Synchronization
- RTC – Real Time Clock
- RTF – Rich Text Format
- RTFM – Read The Fine (F***ing) Manual
- RTOS – Real-Time Operating System
- RTP – Real-time Transport Protocol
- RTS – Request To Send
- RTS – Real-Time System
- RTTI – Real Time Type Identification

### S
- S3 – Amazon Simple Storage Service[5]
- SaaS – Software as a Service
- SAS – Serial Attached SCSI
- SATA – Serial ATA
- SBS – Small Business Server
- SCO – Santa Cruz Operation
- SCSI – Small Computer System Interface
- SCTP – Stream Control Transmission Protocol
- SD – Secure Digital Card
- SDH – Synchronous Digital Hierarchy
- SDK – Software Development Kit
- SDL – Simple DirectMedia Layer
- SDRAM – Synchronous DRAM
- SDSL – Single-line DSL
- SDSL – Symmetric DSL
- SDTV – Standard Definition Television
- SE – Single Ended
- SECC – Single Edge Contact Cartridge
- SEO – Search Engine Optimization
- SEPP – Secure Encryption Payment Protocol
- SFP – Small Form-factor Pluggable
- SFQ – Stochastic Fair Queueing
- SFT – System Fault Tolerance lub Software Fault Tolerance
- SFTP – Screened Foiled Twisted Pair
- SFTP – Secure File Tranfer Protocol
- SGI – Silicon Graphics Incorporated
- SGML – Standard Generalized Markup Language
- SHA – Secure Hash Algorithm
- SHDSL – Symmetric High Digital Subscriber Line
- SHTML – Server-Side Include HyperText Markup Language
- SHTTP – Secure Hypertext Transfer Protocol
- SI – Sztuczna Inteligencja
- SID – Security IDentifier
- SIM – Single IP Management lub Single Inline Module
- SIM – Subscriber Identity Module
- SIMD – Single Instruction Multiple Data
- SIMM – Single Inline Memory Module
- SIO – Serial Input/Output
- SIP – Session Initiation Protocol
- SISD – Single Instruction Single Data
- SLA – Service Level Agreement
- SLAAC – StateLess Address AutoConfiguration
- SLC – Subscriber Line Concentrator
- SLI – Scan Line Interleave bądź Scalable Link Interface
- SLIP – Serial Line Internet Protocol
- SLSI – Super Large-Scale Integration
- SMART – Self Monitoring Analysis and Reporting Technology
- S/MIME – Secure MIME
- SMB – Server Message Block
- SMF – Single Mode Fiber
- SMP – Symmetric Multi Processing
- SMS – Short Message Service lub Simple Message System
- SMS – Storage Management Services
- SMS – Systems Management Server
- SMTP – Simple Mail Transfer Protocol
- SNA – Systems Network Architecture
- SNAP – Sub-Network Access Protocol
- SNAT – Source Network Address Translation
- SNMP – Simple Network Management Protocol
- SO – System Operacyjny
- SOA – Start Of Authority
- SOAP – Simple Object Access Protocol
- SOCKS – Socket Secure
- SOHO – Small Office & Home Office
- SP – Service Pack
- SPA – Single Page Application
- SPARC – Scalable Processor ARChitecture
- S/PDIF – Sony/Philips Digital InterFace
- SPI – Stateful Packet Inspection
- SPMD – Single Program, Multiple Data
- SPX – Sequenced Packet Exchange
- SQL – Structured Query Language
- SRAM – Static Random Access Memory
- SRDRAM – Self-Refreshed DRAM
- SSD – Solid-State Drive
- SSE – Streaming SIMD Extensions
- SSH – Secure SHell
- SSHD – Solid-State Hybrid Drive
- SSI – Server Side Includes
- SSI – Small Scale Integration
- SSID – Service Set Identify
- SSL – Secure Sockets Layer
- SSO – Single Sign-On
- SSR – Server Side Rendering
- stdin – STandarD INput
- stderr – STandarD ERRor
- stdout – STandarD OUTput
- STL – Standard Template Library
- STP – Spanning Tree Protocol
- STP – Shielded Twisted Pair
- STP – Secure Transfer Protocol
- SVC – Switched Virtual Circuit
- SVG – Scalable Vector Graphics
- SVGA – Super VGA
- S-VHS – Super VHS
- SWAP – Shared Wireless Access Protocol
- SXGA – Super XGA
- sysOp – SYStem OPerator
- sysadmin – SYStem ADMINistrator
- SZBD – System Zarządzania Bazą Danych

### T
- TACACS – Terminal Access Controller Access-Control System
- TACACS+ – Terminal Access Controller Access Control System Plus
- TAR – Tape ARchiver
- TBF – Token Bucket Filter
- TC – Traffic Control
- TCO – Total Cost of Ownership
- TCP – Transmission Control Protocol
- TCP/IP – Transmission Control Protocol/Internet Protocol
- TDP – Thermal Design Power
- TFT – Thin-Film Transistor
- TFTP – Trivial File Transfer Protocol
- TIFF – Tagged Image File Format
- TIK – Techniki Informacyjno-Telekomunikacyjne
- TIMTOWTDI – There is more than one way to do it
- TKIP – Temporal Key Integrity Protocol
- TLB – Translation Lookaside Buffer
- TLD – Top Level Domain
- TLP – Thread Level Parallelism
- TLS – Transport Layer Security
- TN – Twisted Nematic
- TOC – Table of Contents
- TOS – Type of Service
- TPI – Tracks Per Inch
- TPM – Trusted Platform Module
- TQFP – Thin Quad Flat Pack
- TSP – Traveling Salesman Problem
- TTF – TrueType Font
- TTL – Time to Live
- TTL – Transistor-Transistor Logic
- TTS – Transaction Tracking System
- TTY – Teletype
- TWAIN – Technology Without Any Interesting Name
- TXD – Transmit Data

### U
- UAC – User Account Control
- UART – Universal Asynchronous Receiver–Transmitter
- UDF – Universal Disk Format
- UDF – User Defined Function
- UDMA – Ultra DMA
- UDT – User-defined Data Type
- UDP – User Datagram Protocol
- UDP – Usenet Death Penalty
- UEFI – Unified Extensible Firmware Interface
- UFS – Unix File System
- UHCI – Universal Host Controller Interface
- UHF – Ultra High Frequency
- UHL – Universal Hypertext Link
- UI – User Interface
- ULA – Uncommitted Logic Array
- USLI – Ultra Large Scale Integration
- UMA – Unified Memory Architecture
- UMA – Upper Memory Area
- UMB – Upper Memory Block
- UML – Universal Modeling Language
- UMTS – Universal Mobile Telecommunications System
- UNC – Universal Naming Convention
- UPnP – Universal Plug-and-Play
- UPS – Uninterruptible Power Supply
- URI – Uniform Resource Identifier
- URL – Uniform Resource Locator
- URN – Uniform Resource Name
- URT – Universal Receiver Transmitter
- USART – Universal Synchronous-Asynchronous Receiver Transmitter
- USB – Universal Serial Bus
- UTC – Universal Time Coordinated
- UTF – Unicode Transformation Format
- UTM – Unified Threat Management
- UTP – Unshielded Twisted Pair
- UUCP – Unix to Unix Copy Protocol
- UV – Ultraviolet
- UX – User experience

### V
- VA – Vertical Alignment
- VADSL – Very-High-Rate Asymmetric DSL
- VAN – Value Added Network
- VAP – Value Added Process
- VAR – Value Added Retailer
- VAX – Virtual Address Extension
- VB – Variable Block
- VB – Visual Basic
- VBA – Visual Basic for Applications
- VBR – Variable Bit Rate
- VBR – Volume Boot Record
- VBS – Visual Basic Script
- VC – Virtual Circuit
- VCC – Virtual Channel Connection
- VCD – Video CD
- VCD – Virtual Communications Driver
- VCPI – Virtual Control Panel Interface
- VDE – Video Display Editor
- VDE – Visual Development Environment
- VDI – Virtual Desktop Infrastructure
- VDI – Virtual Device Interface
- VDM – Virtual DOS Machine
- VDSL – Very High Digital Subscriber Line
- VESA – Video Electronics Standard Association
- VFAT – Virtual File Allocation Table
- VFW – Video For Windows
- VGA – Video Graphics Array
- VGC – Video Graphics Controller
- VHDL – Very high speed integrated circuits Hardware Description Language
- VHF – Very High Frequency
- VHS – Very High Speed
- VHS – Video Home System
- VHS – Virtual Host Storage
- VIO – Video Input/Output
- VIO – Virtual Input/Output
- VLAN – Virtual Local Area Network
- VLB – Vesa Local Bus
- VLF – Very Low Frequency
- VLIW – Very Large Instruction Word
- VLM – Virtual Loadable Module
- VLSI – Very Large Scale Integration
- VLSM – variable length subnet mask
- VM – Virtual Machine
- VM – Virtual Memory
- VMB – Virtual Machine Boot
- VMM – Virtual Machine Manager
- VNC – Virtual Network Computing
- VoDSL – Voice over DSL
- VoIP – Voice over IP
- VPC – Virtual Path Connection
- VPN – Virtual Private Network
- VPS – Virtual Private Server
- VR – Virtual Reality
- VRAM – Video Random Access Memory
- VRML – Virtual Reality Markup Language (czasami jako Virtual Reality Modeling Language)
- VSS – Volume Shadow Copy Service
- VTP – VLAN Trunking Protocol
- VxD – Virtual Extended Driver

### W
- W3C – World Wide Web Consortium
- WAI – Web Accessibility Initiative
- WAIS – Wide Area Information Servers
- WABI – Windows Application Binary Interface
- WAMP – Windows Apache MySQL PHP
- WAN – Wide Area Network
- WAP – Wireless Application Protocol
- WATS – Wide Area Telecommunications Service
- WAV – WAVeform
- WAV – Windows Audio File
- WB – Welcome Back
- WBMP – WAP BitMaP
- WBS – Work Breakdown Structure
- WCAG – Web Content Accessibility Guidelines
- WCF – Windows Communication Foundation
- WCS – World Coordinate System
- WD – Western Digital
- WDDM – Windows Display Driver Model
- WDDX – Web Distributed Data Exchange
- WDG – Web Design Group
- WDL – Windows Driver Library
- WDM – Wavelength Division Multiplexing
- WDM – Windows Driver Model
- WDMA – Wavelength Division Multiple Access
- WDRAM – Windows Dynamic Random Access Memory
- WDS – Windows Deployment Services
- WDS – Wireless Distributed System
- WEA – Web Enabled Application
- WebDAV – Web Distributed Authoring and Versioning
- WEP – Wired Equivalent Privacy
- WFM – Wired For Management
- WFP – Windows File Protection
- WFQ – Weighted Fair Queuing
- WGA – Windows Genuine Advantage
- WHQL – Windows Hardware Quality Lab
- Wi-Fi – Wireless Fidelity
- WIA – Windows Image Acquisition
- WIF – Wavelet Image Files
- WinFS – Windows Future Storage
- WinPE – Windows Preinstallation Environment
- WINS – Windows Internet Name Service
- WinSock – Windows Sockets
- WISG – Web and Internet Steering Group
- WLAN – Wireless Local Area Network
- WLL – Wireless Local Loop
- WM – Window Mananger
- WMA – Window Media Audio
- WMF – Windows Metafile Format
- WMI – Window Management Instrumentation
- WMIC – Window Management Instrumentation Command-line
- WML – Wireless Markup Language
- WMM – Wireless MultiMedia
- WMM – Windows Movie Maker
- WMN – Wireless Mesh Network
- WMP – Windows Media Player
- WMV – Windows Media Video
- WOL – Wake On LAN
- WPA – WiFi Protected Access
- WPS – Wi-Fi Protected Setup
- WORM – Write Once, Read Many
- WRAM – Windows Random Access Memory
- WRR – Weighted Round Robin
- WSDL – Web Services Description Language
- WSL – Windows Subsystem for Linux
- WTX – Workstation Technology Extended
- WWAN – Wireless Wide Area Network
- WWW – World Wide Web
- WYSIWYG – What You See Is What You Get

### X
- X11R6 – X Window System ver. 11 Release 6
- XAM – Extensible Access Method
- XAML – Extensible Application Markup Language (początkowo: Extensible Avalon Markup Language)
- XAMPP – X (cross-platform), Apache, MariaDB, PHP, Perl
- XBL – Extensible Binding Language
- XBM – X-Window BitMap
- XCOFF – Extended COFF
- XCP – Extended Copy Protection
- XDM – X Window Display Manager
- XDR – External Data Representation
- XER – XML Encoding Rules
- XFN – XHTML Friends Network
- XGA – Extended Graphics Array
- XHTML – Extensible HyperText Markup Language
- XKM – XML Key Management
- XMDP – XHTML Meta Data Profiles
- XML – Extensible Markup Language
- XMLP – XML Protocol
- XMMS – X MultiMedia System
- XMPP – Extensible Messaging and Presence Protocol
- XMS – Extended Memory Specification
- XNS – Xerox Network System
- XOR – exclusive OR
- XORP – Extensible Open Router Platform
- XQuery – XML Query Language
- XP – Experience Performance
- XPath – XML Path Language
- XPI – Cross-Platform Install
- XPM – X-Window PixelMap
- XPointer – XML Pointer Language
- XSL – Extensible Style Language
- XSLT – XSL Transformations
- XSL-FO – XSL Formating Objects
- XT – Extended Technology
- XTI – X/Open Transport Interface
- XUI – X User Interface
- XUL – XML-based User interface Language

### Y
- Y2K (Y2k problem) – Year 2 Kilo (2000), rzadziej Year 2000 Krisis, Year 2000 Kompatibility[potrzebny przypis]

### Z
- ZIF – Zero Insertion Force
- ZFS – Zettabyte File System